# Saison 2016 de la Ligue canadienne de football
Navigation
2015 2017
2016 est la 59e saison de la Ligue canadienne de football et la 131e saison depuis la fondation de la Canadian Rugby Football Union en 1884.

## Événements
Les Argonauts de Toronto quittent le Centre Rogers et s'installent au BMO Field qui vient d'être modifié pour pouvoir accueillir un terrain de football canadien.
Les changements suivants aux règlements sont approuvés par la ligue en avril :
- Un officiel supplémentaire est ajouté au centre de contrôle de la ligue avec pour mission de rectifier les erreurs évidentes qui auraient échappé aux arbitres et qui ne sont pas sujettes à contestation par les entraîneurs. Il dispose pour cela d'une caméra qui offre une vue globale de l'aire de jeu. Ce type d'officiel est une première dans les sports professionnels nord-américains.
- Les jeux suivants deviennent sujets à être contestés par un entraîneur pour examen par reprise vidéo : interférence de passe par un joueur offensif, contact illégal, interférence lors d'un jeu de passe.
- La liste les pénalités sujettes à contestation par un entraîneur est augmentée par l'ajout de : non-respect de l'immunité sur un botté, blocage illégal sur un botté, contact avec le botteur et interférence lors de la réception d'un botté d'envoi.
- Les tentatives ratées de transformation de deux points seront automatiquement révisées par reprise vidéo.
- Il n'est plus permis aux joueurs de pousser des coéquipiers à travers la ligne de mêlée lors d'une tentative de botté.
- Il est interdit de bloquer en dessous de la ceinture un adversaire qui est en mouvement vers sa propre zone des buts.
- Dans le but de réduire le nombre de pénalités pour hors-jeu, la ligue autorise certains mouvements pour les joueurs de ligne juste avant le déclenchement du jeu.
- Le principe des pénalités qui s'annulent mutuellement est adopté pour certaines situations avec comme conséquence que l'essai est repris du même endroit.
- L'équipe contre laquelle un botté de placement est marqué n'a plus l'option de reprendre possession du ballon si on est dans les trois dernières minutes de jeu ; elle doit recevoir un botté de reprise.
- Dans certaines circonstances, un joueur qui remet le ballon à un spectateur ne sera pas pénalisé pour conduite antisportive ; ceci étant une conséquence qu'il est permis à une équipe d'utiliser ses propres ballons quand elle est à l'attaque.

## Classements
| Clt   | Équipe                 | PJ | V | D  | N | BP  | BC  | Pts |
| ----- | ---------------------- | -- | - | -- | - | --- | --- | --- |
| +001, | Rouge et Noir d'Ottawa | 18 | 8 | 9  | 1 | 486 | 498 | 17  |
| +002, | Tiger-Cats de Hamilton | 18 | 7 | 11 | 0 | 507 | 502 | 14  |
| +003, | Alouettes de Montréal  | 18 | 7 | 11 | 0 | 383 | 415 | 14  |
| +004, | Argonauts de Toronto   | 18 | 5 | 13 | 0 | 383 | 568 | 10  |

| Clt   | Équipe                           | PJ | V  | D  | N | BP  | BC  | Pts |
| ----- | -------------------------------- | -- | -- | -- | - | --- | --- | --- |
| +001, | Stampeders de Calgary            | 18 | 15 | 2  | 1 | 586 | 369 | 31  |
| +002, | Lions de la Colombie-Britannique | 18 | 12 | 6  | 0 | 545 | 454 | 24  |
| +003, | Blue Bombers de Winnipeg         | 18 | 11 | 7  | 0 | 497 | 454 | 22  |
| +004, | Eskimos d'Edmonton               | 18 | 10 | 8  | 0 | 549 | 496 | 20  |
| +004, | Roughriders de la Saskatchewan   | 18 | 5  | 13 | 0 | 350 | 530 | 10  |

## Séries éliminatoires

### Demi-finale de la division Ouest
- 13 novembre : Blue Bombers de Winnipeg 31 - Lions de la Colombie-Britannique 32

### Finale de la division Ouest
- 20 novembre : Lions de la Colombie-Britannique 15 - Stampeders de Calgary 42

### Demi-finale de la division Est
- 13 novembre : Eskimos d'Edmonton 24 - Tiger-Cats de Hamilton 21

### Finale de la division Est
- 20 novembre : Eskimos d'Edmonton 23 - Rouge et Noir d'Ottawa 35

### 104ecoupe Grey
- 27 novembre : Les Eskimos d'Edmonton gagnent 26-20 contre le Rouge et Noir d'Ottawa au BMO Field à Toronto (Ontario).

## Honneurs individuels
- Joueur par excellence : Bo Levi Mitchell (QA), Stampeders de Calgary
- Joueur défensif par excellence : Solomon Elimimian (SEC), Lions de la Colombie-Britannique
- Joueur canadien par excellence : Jerome Messam (en) (DO), Stampeders de Calgary
- Joueur de ligne offensive par excellence : Derek Dennis (en) (BL), Stampeders de Calgary
- Recrue par excellence : DaVaris Daniels (en) (RÉ), Stampeders de Calgary
- Joueur des unités spéciales par excellence : Justin Medlock (en) (B), Blue Bombers de Winnipeg